# Peščeno morje
Peščeno morje ali erg (ali morje sipin ali peščena plošča, če nima sipin) je široka, ravna površina puščave, pokrita s peskom z malo ali nič vegetativnega pokrova, ki ga je oblikoval veter.  Ime je dobil po arabski besedi ʿarq (عرق), kar pomeni "polje sipin".  Nedvoumno je erg puščava, ki ima več kot 125 km² peska, oblikovanega z eolskimi procesi,  in kjer pesek pokriva več kot 20 % površine. Manjše površine so "polja sipin". Največja vroča puščava na svetu, Sahara, je velika 9 milijonov km² in ima več ergov, kot sta erg Šeš (24°34′N 2°35′W / 24.57°N 2.59°W) in erg Issaouane (31°11′N 7°56′E / 31.18°N 7.93°E) v Alžiriji.  Približno 85 % vsega premikajočega se peska na Zemlji najdemo v ergih, ki so večji od 32.000 km².  Erge najdemo tudi na drugih nebesnih telesih, kot so Venera, Mars, Saturnova luna, Titan.

## Opis
Ergi so v dveh širokih pasovih med 20° do 40° severne in 20° do 40° južne zemljepisne širine, ki vključuje območja na prehodu v sušna s pasatnimi vetrovi. Dejavni ergi so omejeni na območja, ki prejmejo v povprečju ne več kot 150 mm letnih padavin. Največji so v severni in južni Afriki, osrednji in zahodni Aziji in Srednji Avstraliji. V Južni Ameriki so ergi omejeni z Andi, vendar pa so zelo velike sipine v obalnem Peruju in severozahodni Argentini. Najdemo jih tudi v več delih severovzhodne obale Brazilije. Edini dejavni erg v Severni Ameriki je v veliki puščavi Altar (Gran Desierto de Altar) (31°57′N 114°08′W / 31.95°N 114.14°W), ki se razteza med puščavo Sonora v severozahodni mehiški državi Sonora do puščave Yuma v Arizoni in sipine v jugovzhodni Kaliforniji. Erg z nekaj vegetacije je v Nebraski (Sandhills) (42°08′N 102°11′W / 42.13°N 102.19°W).
Peščeno morje in polja sipin se običajno pojavijo na območjih z veliko suhega, mehkega peska, kot so suhe rečne struge in delte, poplavne ravnice, ledeniške poplavne ravnice, suha jezera in obale, z vetrom, ki piha v smeri takega območja. Skoraj vsi večji ergi so na območjih v smeri vetra od rečne struge, ki so presuha za obsežen vegetativni pokrov in so zato posledica dolgotrajne erozije vetra. Pesek iz teh bogatih virov se preseli v smeri vetra in gradi zelo velike sipine, kjer njihovo gibanje ustavijo ali upočasnijo topografske ovire vetrovnega toka ali njegovo zbliževanje. Celotni ergi in polja sipin se lahko premikajo v smeri vetra več sto kilometrov od virov peska, kar zahteva veliko časa. Vsaj milijon let je potrebnih za erge z zelo velikimi sipinami, kot so na Arabskem polotoku, v severni Afriki in osrednji Aziji.  Morja peska so nastala v umirjenih strukturnih in topografskih kotlinah, podobno kot Murzuk(25°54′N 13°54′E / 25.90°N 13.90°E)v Libiji. Njihova debelina je lahko več kot 1000 m ), drugi pa, kot so ergi linearne sipine puščave Simpson (24°57′S 137°25′E / 24.95°S 137.42°E) in Velike peščene puščave (Great Sandy Desert) (19°42′S 122°37′E / 19.70°S 122.62°E) v Avstraliji, niso debelejši od posameznih sipin na aluvialni ravnici. V peščenem morju je na nekem območju pogosto ena sama sipina. Na primer so  ergi ali območja linearnih sipin, sipin v obliki polmeseca, zvezdastih sipin in paraboličnih sipin in te sipine imajo običajno dosledno usmeritev in velikost. 
Po naravi so ergi zelo dejavni. Nastajajo manjše sipine in se selijo vzdolž bokov večjih sipin in peščenih grebenov. Občasne padavine napolnijo kotline, ki jih ustvarijo sipine, ko voda izhlapi, ostanejo polja soli.
Posamezne sipine v ergih so običajno širše, daljše kot 500 m. Obseg njihovega peščenega pokrova ter zapletenost in velika velikost sipine je za različne erge različna. Globina peska v ergih se močno razlikuje po vsem svetu, od le nekaj centimetrov v Selimi Sand Sheet v južnem Egiptu, približno 1 meter v Simpson Desert in 21–43 metrov v Sahari. To je veliko plitvejše, kot je bilo v prazgodovini. Dokazi v geološkem zapisu kažejo, da so nekateri mezozojski in paleozojski ergi dosegli povprečno globino več sto metrov. 

## Zunajzemeljski ergi
Ergi so geološke značilnosti, ki jih lahko najdemo na planetih, na katerih lahko ozračje deluje z vetrno erozijo na površini v daljšem časovnem obdobju, ki omogoča, da se kopiči pesek. Danes poznamo vsaj tri telesa v sončnem sistemu poleg Zemlje, ki imajo erge na svoji površini: Venera, Mars in  Titan.

### Venera
Vsaj dva erga je pokazala sonda Magellan na Veneri: polje sipin na območju Aglaonike, ki zajema približno 1290 km², in sipine na območju sipine Meskhenet (~ 17.120 km2).  Zdi se, da so predvsem polja prečnih sipin (z grbami sipin pravokotno na prevladujoče vetrove).

### Mars
Mars kaže zelo velike erge, zlasti ob polarnih kapah, kjer so lahko sipine precej velike.  Ergi na Marsu so lahko čudnih oblik in vzorcev zaradi zapletene povezave z osnovno površino in smerjo vetra.

### Titan
Radarske slike, ki jih je vesoljsko plovilo Cassini posnelo, ko je letelo na Titan oktobra 2005, kažejo peščene sipine na ekvatorju Titana, ki so  podobno kot v puščavi na Zemlji. Opazili so, da je en erg dolg več kot 1497 km. [15] Sipine so prevladujoča oblika površja na Titanu. Približno 15–20 % površine zajemajo ergi, katerih ocenjena skupna površina je 12–18 milijonov km², kar je največja pokritost s polji sipin v sončnem sistemu, ki je znana do zdaj. 
Verjamejo, da peščene sipine oblikujejo vetrovi, nastali zaradi plimovanja sil iz Saturna na Titanovo atmosfero. Slike so dokaz, da so te sipine oblikovali vetrovi, ki pihajo v eni smeri, pred prehodom na drugo in nato nazaj na prvo smer in tako naprej, zaradi česar so peščene sipine zgrajene v dolgih vzporednih črtah. Ta plimski veter v kombinaciji s conskimi vetrovi Titana zahod–vzhod ustvarja sipine, poravnane zahod–vzhod skoraj povsod, razen v bližini gora, ki spreminjajo smer vetra.
Pesek na Titanu bi lahko nastal, ko je tekoči metan deževal in zmanjšal debelino ledu, po možnosti v obliki hitrih poplav. Lahko pa bi pesek prav tako prihajal iz trdne organske snovi, ustvarjene s fotokemičnimi reakcijami v Titanovi atmosferi. 